# Ubaldo Oppi

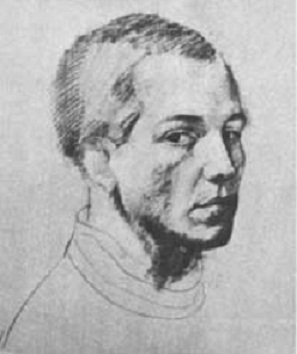
Självporträtt, omkring 1920

Ubaldo Oppi, född 29 juli 1889 i Bologna, död 25 oktober 1942, var en italiensk målare. Han var självlärd men reste mycket i Europa från 1906 till 1911. Under denna tid umgicks han bland annat med Gustav Klimt i Wien och tog stort intryck från italienska 1400-talsmålningar som han studerade på Louvren i Paris. År 1923 var han en av grundarna av rörelsen Novecento, men avvek från denna med sin starka individualism och kom att distanseras från den. Hans målningar räknas till Italiens främsta exempel på magisk realism.

## Bildgalleri

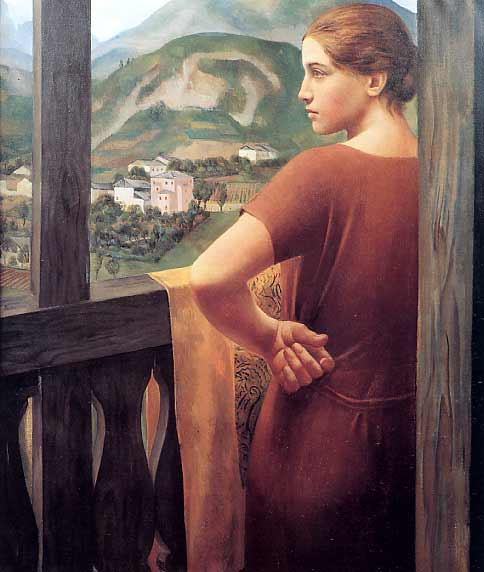
Donna alla finestra, 1921
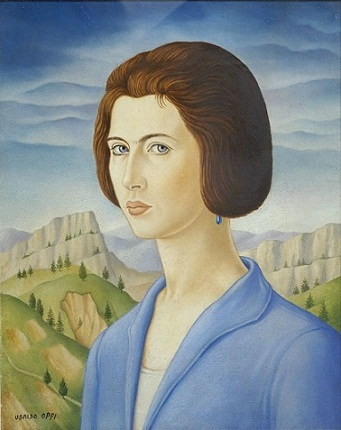
Volto di Dhely, 1922
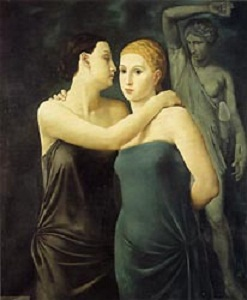
Le amiche, 1924